# تمساح ذئبي
التمساح الذئبي (الاسم العلمي:†Lycosuchus) هو جنس منقرض من الزواحف يتبع فصيلة التماسيح الذئبية من أصنوفة الزحافيات الجروية.